# Jan-Eric Nordahl
Jan-Eric Nordahl, född 30 september 1939 i Göteborg, död 21 juli 1994, var en svensk jurist som var lagman i Karlstads tingsrätt från 1984 till sin död 1994.
Nordahl blev juris kandidat vid Lunds universitet 1966 och genomförde tingstjänstgöring 1966–1969  och blev hovrättsfiskal vid Göta hovrätt 1970. Han var riksåklagare 1975-1977, sakkunnig i budgetdepartementet 1977-1979, rådman i länsrätten i Kalmar län 1979-1981 och rådman i Kalmar tingsrätt 1981-1983. Han tjänstgjorde i finansdepartementet 1983-194 och var lagman i Karlstads tingsrätt 1984-1994.
Nordahl var son till avdelningschef Eric Nordahl och hans maka Stina, född Johansson. Han var från 1963 gift med Monica, född Grinneröd 1938.